# Cucullia iota
Cucullia iota là một loài bướm đêm trong họ Noctuidae.